# Präsidentschaftswahl in Benin 2011
Die Präsidentschaftswahl in Benin 2011 fand am 13. März im westafrikanischen Staat Benin statt, nachdem sie zweimal – vom 27. Februar auf den 6. März und schließlich auf den tatsächlichen Termin 13. März – verschoben worden war. Die Wahlen endeten offiziell mit dem Sieg des Amtsinhabers Boni Yayi. Ein 2. Durchgang – der am 27. März stattgefunden hätte – wurde nicht nötig, da Boni Yayi mehr als 50 % der Stimmen bereits im 1. Durchgang erhalten hatte. Die Opposition sprach von Wahlbetrug. Beobachter der Vereinten Nationen und der Afrikanischen Union bezeichneten die Wahlen jedoch als frei und transparent.
Im Vorfeld der Wahlen hatte es Probleme mit dem neuen computerisierten Wähler-Registrationsverfahren gegeben. Proteste der Opposition führten deshalb zur zweimaligen Verschiebung des Termins, da kurz vor dem ursprünglichen Termin etwa 1,3 Millionen Wähler noch nicht registriert waren.

## Ergebnis
| Kandidaten                          | Parteien                        | Stimmen   | %    |
| ----------------------------------- | ------------------------------- | --------- | ---- |
| Boni Yayi                           | Parteilos                       | 1.579.550 | 53,1 |
| Adrien Houngbédji                   | Parti du renouveau démocratique | 1.059.396 | 35,6 |
| Abdoulaye Bio Tchané                | Parteilos                       | 182.484   | 6,1  |
| Salifou Issa                        | Union pour la relève            | 37.219    | 1,3  |
| Christian Enock Lagnidé             | Parteilos                       | 19.221    | 0,6  |
| François Janvier Yahouédéhou        | Parti réveil patriotique        | 16.591    | 0,6  |
| Jean-Yves Sinzogan                  | Parteilos                       | 13.561    | 0,5  |
| Akuavi Marie-Elise Christiana Gbèdo | Parteilos                       | 12.017    | 0,4  |
| Victor Prudent Topanou              | Parti de l’union républicaine   | 11.516    | 0,4  |
| Késsilé Tchala Saré                 | Parteilos                       | 9.469     | 0,3  |
| Cyr Kouagou M'po                    | Parteilos                       | 9.285     | 0,3  |
| Antoine Dayori                      | Force espoir                    | 8.426     | 0,3  |
| Salomon Joseph Ahissou Biokou       | Parteilos                       | 7.893     | 0,3  |
| Joachim Dahissiho                   | Parteilos                       | 5.817     | 0,2  |
| Gesamt                              | Gesamt                          | 2.972.445 | 100  |
|                                     |                                 |           |      |
| Ungültige Stimmen                   | Ungültige Stimmen               | 139.388   | 4,5  |
| Wähler                              | Wähler                          | 3.111.833 | 84,8 |
| Wahlberechtigte                     | Wahlberechtigte                 | 3.668.558 |      |
|                                     |                                 |           |      |
| Quelle: Cour constitutionnelle      |                                 |           |      |